# Пилатес
Методът „Пилатес“ е система от упражнения за разтягане и за сила, разработена преди повече от деветдесет години от германеца Йозеф Пилатес. Тя укрепва и тонизира мускулите, подобрява стойката, дава гъвкавост и равновесие и прави фигурата по-стройна.
Методът разглежда тялото като едно цяло, не изолира група мускули и не работи само върху опредена област, характерно за фитнес системите. Целта е постигане на равновесие, подобряване на кръвообращението, облекчаване от стреса, повишаване на издръжливостта.
Методът „Пилатес“ наподобява йога.